# Equitazione ai Giochi della XIX Olimpiade
Le competizioni di equitazione dei Giochi della XIX Olimpiade si sono svolte nei giorni dal 18 al 27 ottobre 1968, in varie sedi a Città del Messico.
Come a Tokyo 1964 si sono disputate le classiche sei prove.

## Podi
| Evento                                   | Oro                                                                        | Perform. | Argento                                                                      | Perform. | Bronzo                                                                 | Perform. |
| Dressage individuale (dettagli)          | Ivan Kizimov                                                               | 1572     | Josef Neckermann                                                             | 1546     | Reiner Klimke                                                          | 1537     |
| Dressage a squadre (dettagli)            | Germania Ovest Josef Neckermann Reiner Klimke Liselott Linsenhoff          | 2699     | Unione Sovietica Ivan Kizimov Ivan Kalita Elena Petuškova                    | 2657     | Svizzera Gustav Fischer Henri Chammartin Marianne Gossweiler           | 2547     |
| Concorso completo individuale (dettagli) | Jean-Jacques Guyon                                                         | -38,86   | Derek Allhusen                                                               | -41,61   | Michael Owen Page                                                      | -52,31   |
| Concorso completo a squadre (dettagli)   | Gran Bretagna Derek Allhusen Richard Meade Reuben Samuel Jones Jane Bullen | -175,93  | Stati Uniti Michael Owen Page Jimmy Wofford John Michael Plumb Kevin Freeman | -245,87  | Australia Wayne Roycroft Brien Cobcroft Bill Roycroft James Scanlon    | -330,76  |
| Salto ostacoli individuale (dettagli)    | William Steinkraus                                                         | 4        | Marion Coakes                                                                | 8        | David Broome                                                           | 12       |
| Salto ostacoli a squadre (dettagli)      | Canada Tom Gayford Jim Day Jim Elder                                       | 102,75   | Francia Marcel Rozier Janou Lefèbvre Pierre Jonquères d'Oriola               | 110,25   | Germania Ovest Hermann Schridde Alwin Schockemöhle Hans Günter Winkler | 117,25   |

## Medagliere
| Posizione | Paese            |   |   |   | Totale |
| --------- | ---------------- | - | - | - | ------ |
| 1         | Gran Bretagna    | 1 | 2 | 1 | 4      |
| 2         | Germania Ovest   | 1 | 1 | 2 | 4      |
| 3         | Stati Uniti      | 1 | 1 | 1 | 3      |
| 4         | Francia          | 1 | 1 | 0 | 2      |
| 4         | Unione Sovietica | 1 | 1 | 0 | 2      |
| 6         | Canada           | 1 | 0 | 0 | 1      |
| 7         | Australia        | 0 | 0 | 1 | 1      |
| 7         | Svizzera         | 0 | 0 | 1 | 1      |
| Totale    | Totale           | 6 | 6 | 6 | 18     |